# 아구스틴 사우토 아라나
아구스틴 사우토 아라나(스페인어: Agustín Sauto Arana; 1908년 5월 11일, 바스크 주 바라칼도 ~ 1986년 8월 21일, 바스크 주 바예 데 트라파가)는 바타(스페인어: Bata)로 알려진 스페인의 축구 선수로, 현역 시절 스트라이커로 활약하였다.
그는 현역 시절 대부분을 아틀레틱 빌바오에서 보냈는데, 모든 대회를 통틀어 208경기에 출전하여 208골을 넣었고, 4차례 라 리가 우승을 거두었다. 그는 바르셀로나를 상대로 한 경기에 7골을 넣은 유일한 선수로 기록되어 있다. 그는 1930-31 라 리가 시즌에 빌바오가 카탈루냐 연고 구단을 12-1로 짓뭉갤 당시에 이 기록을 세웠다.

## 클럽 경력
바타는 비스카이아 도 바라칼도 출신으로, 고향 바라칼도에서 축구를 시작하였다. 그의 별칭은 자신이 입는 좋은 옷에 얼룩이 지지 않도록 어머니께서 지어주신 작업복{스페인어로 바타(bata)라고 표현함}을 입었던 데에서 유래했다. 그에게 붙은 또다른 별칭은 빌바오의 베르타 (El Bertha Bibliano), 산 마메스의 공포(El Terror de San Mamés), 그리고 분노하는 사자(El León enfureciado)가 있다.
바타는 1929년에 아틀레틱 빌바오에 입단하였고, 같은 해 9월 22일, 4-1로 이긴 데포르티보 알라베스와의 비스카이아 선수권 대회 경기에서 프로 무대 신고식을 치렀다. 첫 리그 시즌에 그와 빌바오 선수단은 라 리가와 코파 델 레이를 모두 석권했다. 그의 라 리가 첫 골은 1930년 3월 23일, 4-3으로 이긴 아틀레티코 마드리드에서 터졌다. 그는 호세 이라라고리, 치리 2호, 라푸엔테, 그리고 기예르모 고로스티사가 포진된 구단 역사상 최고로 손꼽히는 공격진의 곡지점을 맡았다.
바타는 그 다음 시즌에도 리그와 컵을 모두 석권하는 성과를 올렸고, 리그에서의 27골로 피치치의 주인공이 되었다. 이 시즌에 기록한 27골 중 7골은 1931년 2월 18일, 아틀레틱이 바르셀로나에게 역사적인 12-1 대승을 거두었을 때 나왔는데, 몇몇 다른 출처에서는 5골을 넣었다는 기록도 있고, 8골을 넣었다는 기록도 있다. 그는 소속 구단이 4번째 리그 우승을 거둔 1935-36 시즌까지 꾸준히 활약했는데, 그의 현역 활동은 28세의 나이로 스페인 내전의 발발과 함께 끝났다.
1938년 여름, 바타는 바라칼도에 재합류하였지만, 대회는 이듬해 전쟁이 끝나고 나서야 재개되었다. 그는 세군다 디비시온에서 4년을 더 보내고 35세의 나이로 은퇴했다. 1986년 8월 21일, 그는 향년 78세로 바예 데 트라파가-트라파가란에서 영면에 들었다.

## 국가대표팀 경력
화려한 빌바오에서의 경력과 대조되게, 바타는 스페인 국가대표팀 경기에 딱 한 번 출전했다. 그가 출전한 유일한 국가대표팀 경기는 1931년 4월 19일, 빌바오에서 치른 이탈리아와의 친선경기였다.

## 경력 통계

### 클럽
| 클럽            | 시즌      | 리그            | 리그 | 리그 | 컵   | 컵 | 지역 대회 | 지역 대회 | 합계 | 합계 | 주     |
| 클럽            | 시즌      | 리그명          | 출장 | 골   | 출장 | 골 | 출장      | 골        | 출장 | 골   | 주     |
| --------------- | --------- | --------------- | ---- | ---- | ---- | -- | --------- | --------- | ---- | ---- | ------ |
| 아틀레틱 빌바오 | 1929–30   | 라 리가         | 7    | 1    | 5    | 4  | 8         | 7         | 20   | 12   | [ 13 ] |
| 아틀레틱 빌바오 | 1930–31   | 라 리가         | 17   | 27   | 7    | 10 | 1         | 1         | 25   | 38   | [ 13 ] |
| 아틀레틱 빌바오 | 1931–32   | 라 리가         | 18   | 12   | 6    | 6  | 8         | 11        | 32   | 29   | [ 13 ] |
| 아틀레틱 빌바오 | 1932–33   | 라 리가         | 18   | 15   | 9    | 7  | 8         | 15        | 35   | 37   | [ 13 ] |
| 아틀레틱 빌바오 | 1933–34   | 라 리가         | 17   | 12   | 6    | 7  | 7         | 15        | 30   | 34   | [ 13 ] |
| 아틀레틱 빌바오 | 1934–35   | 라 리가         | 21   | 16   | 1    | 0  | 12        | 12        | 34   | 28   | [ 13 ] |
| 아틀레틱 빌바오 | 1935–36   | 라 리가         | 20   | 22   | 4    | 2  | 8         | 6         | 32   | 30   | [ 13 ] |
| 아틀레틱 빌바오 | 합계      | 합계            | 118  | 105  | 38   | 36 | 52        | 67        | 208  | 208  | –      |
| 바라칼도        | 1938–39   | 세군다 디비시온 | 0    | 0    | 6    | 5  |           |           | 6    | 5    | [ 14 ] |
| 바라칼도        | 1939–40   | 세군다 디비시온 | 12   | 3    | 2    | 0  |           |           | 14   | 3    | [ 14 ] |
| 바라칼도        | 1940–41   | 세군다 디비시온 | 19   | 7    | 6    | 1  |           |           | 17   | 9    | [ 14 ] |
| 바라칼도        | 1941–42   | 세군다 디비시온 | 11   | 8    | 0    | 0  |           |           | 11   | 8    | [ 14 ] |
| 바라칼도        | 합계      | 합계            | 42   | 18   | 14   | 6  | 0         | 0         | 56   | 24   | –      |
| 오사수나        | 1941–42   | 세군다 디비시온 | 0    | 0    | 3    | 2  |           |           | 3    | 2    | [ 14 ] |
| 바라칼도        | 1942–43   | 세군다 디비시온 | 9    | 5    | 2    | 0  |           |           | 11   | 5    | [ 14 ] |
| 바라칼도        | 1943–44   | 세군다 디비시온 | 4    | 1    | 0    | 0  |           |           | 4    | 1    | [ 14 ] |
| 바라칼도        | 합계      | 합계            | 13   | 6    | 2    | 0  | 0         | 0         | 15   | 6    | –      |
| 경력 합계       | 경력 합계 | 경력 합계       | 173  | 129  | 54   | 42 | 52        | 67        | 279  | 238  | –      |

## 수상

### 클럽
아틀레틱 빌바오
- 라 리가: 1929-30, 1930-31, 1933-34, 1935-36
- 코파 델 레이: 1930, 1931, 1932, 1933

### 개인
- 트로페오 피치치: 1930-31[9]